# Yên Lạc, Nguyên Bình
Yên Lạc là một xã thuộc huyện Nguyên Bình, tỉnh Cao Bằng, Việt Nam.

## Địa lý
Yên Lạc là xã cực bắc của huyện Nguyên Bình, có vị trí địa lý:
- Phía đông giáp huyện Hà Quảng và xã Triệu Nguyên
- Phía tây giáp huyện Bảo Lạc
- Phía nam giáp xã Ca Thành
- Phía bắc giáp huyện Bảo Lạc và huyện Hà Quảng.

Xã Yên Lạc có diện tích 33,44 km², dân số năm 2019 là 1.116 người, mật độ dân số đạt 33 người/km².
Trên địa bàn xã có núi Bọ Kia. Quốc lộ 34 chạy qua phần tây nam của xã.

## Lịch sử
Sau năm 1975, Yên Lạc là một xã thuộc huyện Nguyên Bình.
Đến năm 2019, xã Yên Lạc được chia thành 6 xóm: Chỉ Đòi, Tàn Pà, Lũng Súng, Tà Cáp, Nặm Làng, Lũng Ót.
Ngày 9 tháng 9 năm 2019, Hội đồng Nhân dân tỉnh Cao Bằng ban hành Nghị quyết số 27/NQ-HĐND về việc:
- Sáp nhập sáp nhập xóm Tà Cáp vào xóm Lũng Súng
- Sáp nhập xóm Chỉ Đòi vào xóm Tàn Pà.

## Hành chính
Xã Yên Lạc được chia 4 xóm: Lũng Ót, Lũng Súng, Nặm Làng, Tàn Pà.